# 竹原市

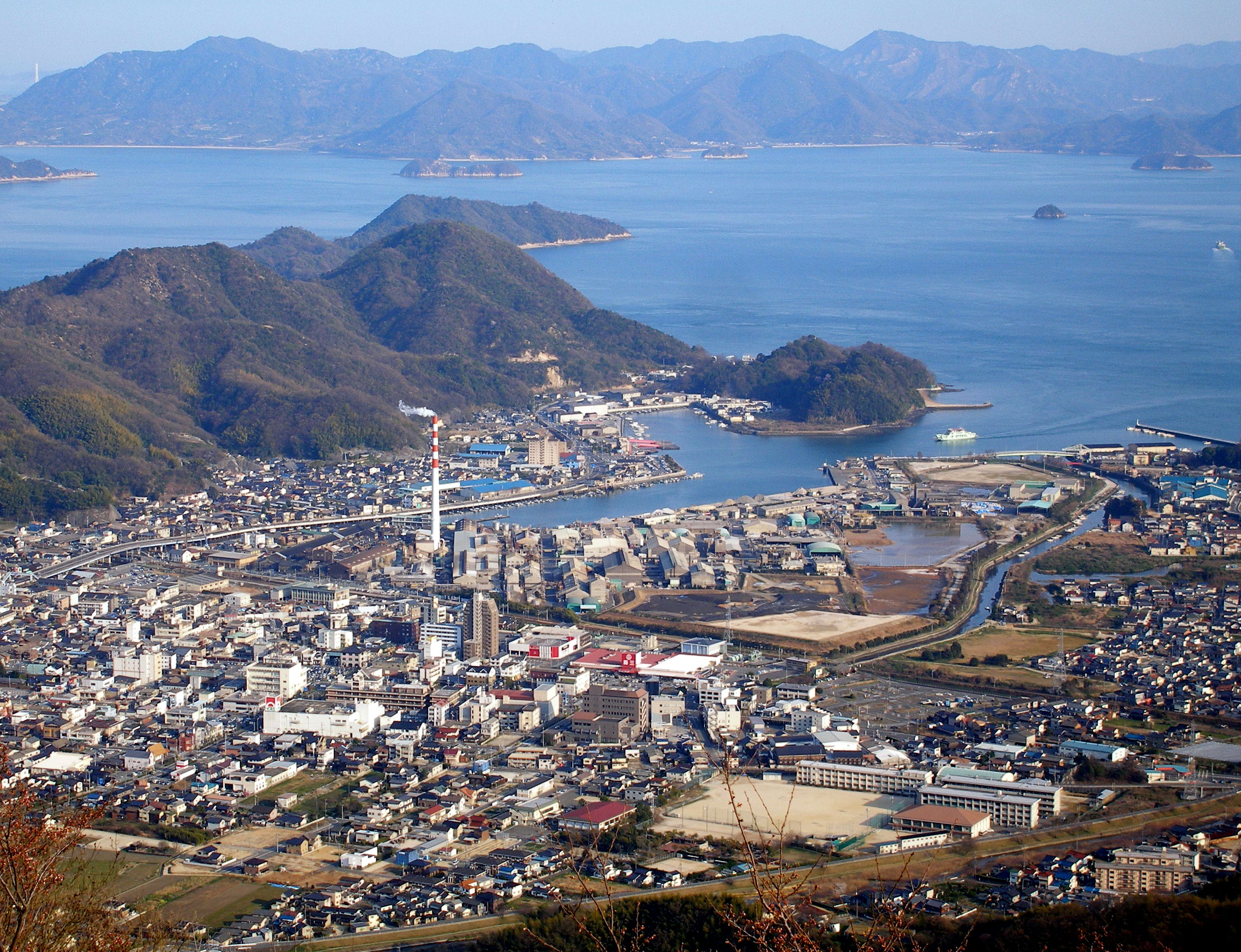
朝日山より望む竹原市街

竹原市（たけはらし）は、広島県の市。古くから瀬戸内の交通の要衝として発展した。室町時代より港町として知られ、江戸時代後期は製塩業で栄えた。「安芸の小京都」と呼ばれる。1982年にはたけはら町並み保存地区が「重要伝統的建造物群保存地区」に選定され、2000年には「都市景観100選」に選定された。

## 地理

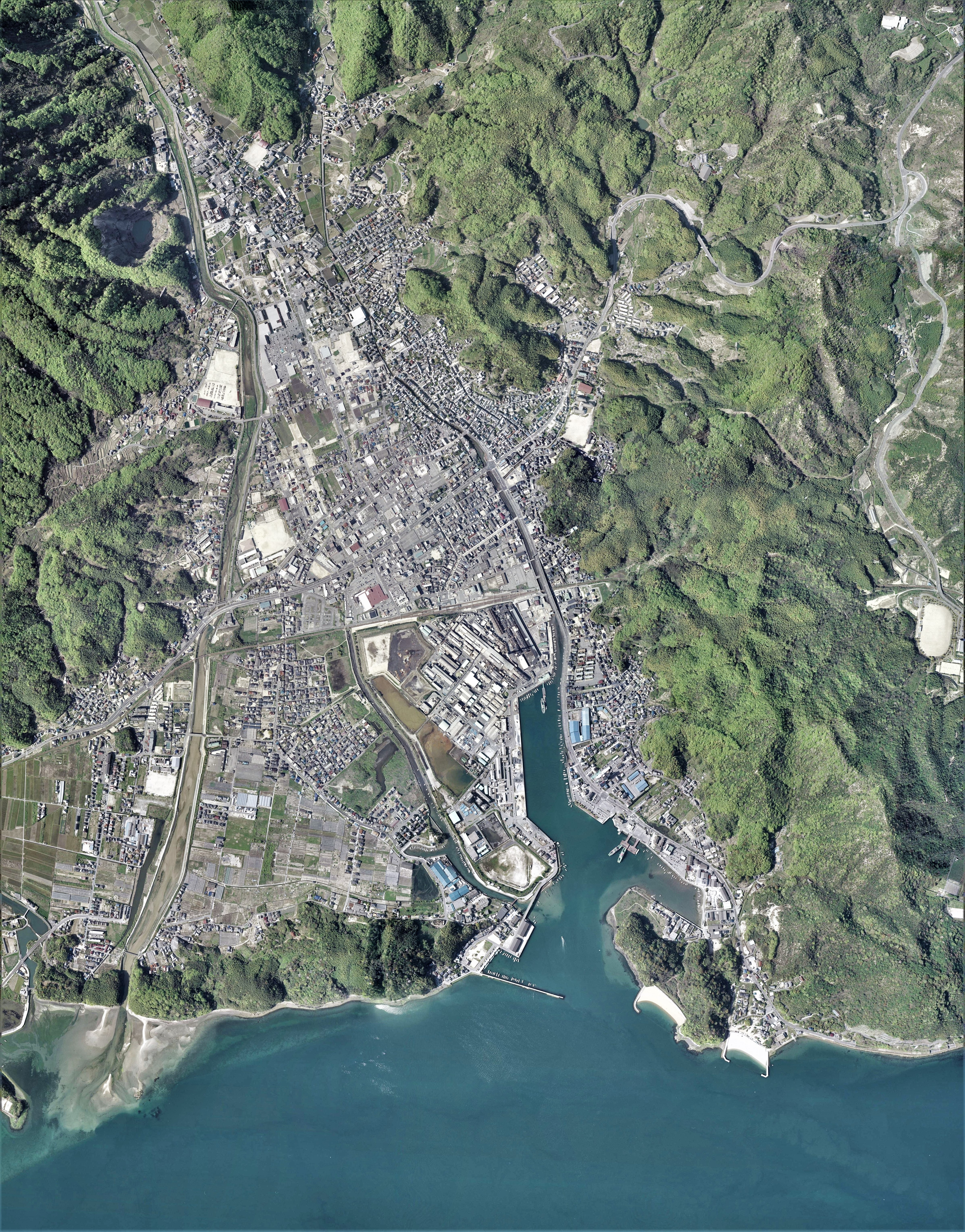
竹原市中心部周辺の空中写真。
2010年4月25日撮影の9枚を合成作成。。

広島県の南中部に位置する。市街地は、JR竹原駅を中心として扇状に広がる官公庁・商業地区、港を中心とした港湾・工業地区、文化財が集中する寺院等を含む町並み保存地区に大別される。また、市の特産物であるタケノコなどの産地である小吹地区などに分類される。たけはらケーブルネットワークがある。

### 気候
ケッペンの気候区分では温暖湿潤気候（Cfa）に属する。
瀬戸内海式気候の特徴が強い。
| 竹原（1991年 - 2020年）の気候      | 竹原（1991年 - 2020年）の気候 | 竹原（1991年 - 2020年）の気候 | 竹原（1991年 - 2020年）の気候 | 竹原（1991年 - 2020年）の気候 | 竹原（1991年 - 2020年）の気候 | 竹原（1991年 - 2020年）の気候 | 竹原（1991年 - 2020年）の気候 | 竹原（1991年 - 2020年）の気候 | 竹原（1991年 - 2020年）の気候 | 竹原（1991年 - 2020年）の気候 | 竹原（1991年 - 2020年）の気候 | 竹原（1991年 - 2020年）の気候 | 竹原（1991年 - 2020年）の気候 |
| 月                                 | 1月                           | 2月                           | 3月                           | 4月                           | 5月                           | 6月                           | 7月                           | 8月                           | 9月                           | 10月                          | 11月                          | 12月                          | 年                            |
| ---------------------------------- | ----------------------------- | ----------------------------- | ----------------------------- | ----------------------------- | ----------------------------- | ----------------------------- | ----------------------------- | ----------------------------- | ----------------------------- | ----------------------------- | ----------------------------- | ----------------------------- | ----------------------------- |
| 最高気温記録 °C （°F）             | 15.9 (60.6)                   | 19.5 (67.1)                   | 22.4 (72.3)                   | 25.2 (77.4)                   | 26.7 (80.1)                   | 30.9 (87.6)                   | 34.8 (94.6)                   | 34.8 (94.6)                   | 34.0 (93.2)                   | 30.1 (86.2)                   | 24.6 (76.3)                   | 21.3 (70.3)                   | 34.8 (94.6)                   |
| 平均最高気温 °C （°F）             | 9.4 (48.9)                    | 9.7 (49.5)                    | 12.5 (54.5)                   | 16.9 (62.4)                   | 21.2 (70.2)                   | 24.1 (75.4)                   | 27.7 (81.9)                   | 30.0 (86)                     | 27.5 (81.5)                   | 22.5 (72.5)                   | 17.1 (62.8)                   | 11.9 (53.4)                   | 19.2 (66.6)                   |
| 日平均気温 °C （°F）               | 5.7 (42.3)                    | 5.8 (42.4)                    | 8.6 (47.5)                    | 13.0 (55.4)                   | 17.3 (63.1)                   | 20.8 (69.4)                   | 24.5 (76.1)                   | 26.5 (79.7)                   | 23.7 (74.7)                   | 18.4 (65.1)                   | 12.9 (55.2)                   | 8.0 (46.4)                    | 15.4 (59.7)                   |
| 平均最低気温 °C （°F）             | 2.0 (35.6)                    | 1.9 (35.4)                    | 4.5 (40.1)                    | 9.1 (48.4)                    | 13.8 (56.8)                   | 18.2 (64.8)                   | 22.1 (71.8)                   | 23.9 (75)                     | 20.5 (68.9)                   | 14.7 (58.5)                   | 9.0 (48.2)                    | 4.2 (39.6)                    | 12.0 (53.6)                   |
| 最低気温記録 °C （°F）             | −4.7 (23.5)                   | −6.6 (20.1)                   | −3.1 (26.4)                   | −0.1 (31.8)                   | 5.8 (42.4)                    | 11.7 (53.1)                   | 16.1 (61)                     | 17.4 (63.3)                   | 10.3 (50.5)                   | 4.8 (40.6)                    | 0.3 (32.5)                    | −3.2 (26.2)                   | −6.6 (20.1)                   |
| 降水量 mm （inch）                 | 38.1 (1.5)                    | 48.5 (1.909)                  | 88.6 (3.488)                  | 95.6 (3.764)                  | 121.1 (4.768)                 | 193.2 (7.606)                 | 213.7 (8.413)                 | 98.1 (3.862)                  | 121.8 (4.795)                 | 86.4 (3.402)                  | 59.9 (2.358)                  | 45.3 (1.783)                  | 1,212.3 (47.728)              |
| 平均降水日数 （≥1.0 mm）           | 5.0                           | 6.8                           | 9.1                           | 9.2                           | 8.9                           | 10.8                          | 9.8                           | 7.0                           | 8.3                           | 6.6                           | 6.0                           | 5.5                           | 93.2                          |
| 平均月間日照時間                   | 156.5                         | 153.6                         | 180.2                         | 199.9                         | 219.2                         | 166.6                         | 205.1                         | 238.5                         | 172.5                         | 183.6                         | 163.2                         | 154.7                         | 2,190.8                       |
| 出典1：Japan Meteorological Agency |                               |                               |                               |                               |                               |                               |                               |                               |                               |                               |                               |                               |                               |
| 出典2：気象庁                      |                               |                               |                               |                               |                               |                               |                               |                               |                               |                               |                               |                               |                               |

### 隣接する自治体
- 東広島市
- 三原市

### 人口
| |                                        |  |
| 竹原市と全国の年齢別人口分布（2005年） | 竹原市の年齢・男女別人口分布（2005年） |  |
| ■紫色 ― 竹原市 ■緑色 ― 日本全国 | ■青色 ― 男性 ■赤色 ― 女性              |  |
| 竹原市（に相当する地域）の人口の推移 \| 1970年（昭和45年） \| 35,017人 \| \| \| 1975年（昭和50年） \| 36,273人 \| \| \| 1980年（昭和55年） \| 36,895人 \| \| \| 1985年（昭和60年） \| 36,286人 \| \| \| 1990年（平成2年） \| 34,771人 \| \| \| 1995年（平成7年） \| 33,451人 \| \| \| 2000年（平成12年） \| 31,935人 \| \| \| 2005年（平成17年） \| 30,657人 \| \| \| 2010年（平成22年） \| 28,644人 \| \| \| 2015年（平成27年） \| 26,426人 \| \| \| 2020年（令和2年） \| 23,993人 \| \| |                                        |  |
| 総務省統計局 国勢調査より |                                        |  |
| 1970年（昭和45年） | 35,017人                               |  |
| 1975年（昭和50年） | 36,273人                               |  |
| 1980年（昭和55年） | 36,895人                               |  |
| 1985年（昭和60年） | 36,286人                               |  |
| 1990年（平成2年） | 34,771人                               |  |
| 1995年（平成7年） | 33,451人                               |  |
| 2000年（平成12年） | 31,935人                               |  |
| 2005年（平成17年） | 30,657人                               |  |
| 2010年（平成22年） | 28,644人                               |  |
| 2015年（平成27年） | 26,426人                               |  |
| 2020年（令和2年） | 23,993人                               |  |

## 歴史
墾田永年私財法により、京都・下鴨神社の荘園地として開墾されたのが最初とされるが、名前の由来は、「竹の原」なのか或いは荘園管理者が「竹原氏」であったからかに分かれている。戦国時代には、毛利元就三男隆景が、小早川氏の養子として竹原で幼少期を過ごしている。江戸時代後期の「塩田」と「酒造」により発展し、忠海町には関所払いができたほどである。また、塩はその当時広島県が全国の80%のシェアを占め、遠く大阪や江戸まで北前船で輸送した。
1930年（昭和5年）、高崎町の阿波島周辺の「スナメリクジラ回遊海面」が天然記念物に指定されている。これは1960年代までスズキなどの魚をスナメリを目印に釣る伝統漁法によって指定されたものである。しかし保護指定にもかかわらず、スナメリは減少し、現在この漁は行われていない。なお、この関連施設として宮島水族館が指定されており、スナメリも飼育されている。

### 沿革

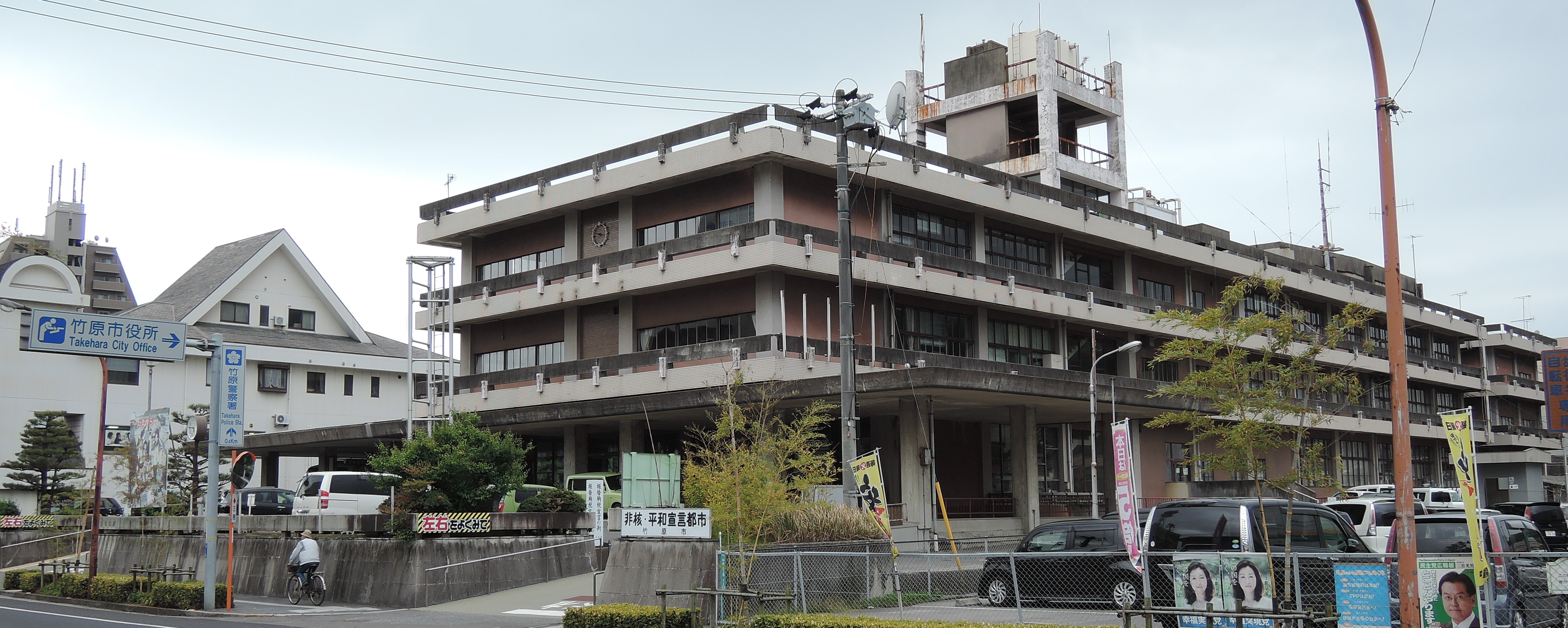
旧市役所庁舎（2014年）

かつては12村27通りで竹原村と下野村とを区切り、1町16村で成り立っていた。
- 1952年（昭和27年）4月1日 - 賀茂郡竹原町・下野村が合併し竹原町（2代）が発足。このときには16村のうち8村ほどを事前統合済みである。
- 1954年（昭和29年）3月31日 - 東北部に当たる賀茂郡東野村と東部の豊田郡大乗村、及び南方村字立石等の区域のうち一部を編入。
- 1955年（昭和30年）3月31日 - 賀茂郡荘野村、豊田郡田万里村と合併。
- 1956年（昭和31年）4月1日 - 賀茂郡・豊田郡の郡域再編（詳細は各郡の記事を参照）により同日付で豊田郡の所属となる。
- 1956年（昭和31年）9月30日 - 豊田郡吉名村、賀永村大字仁賀のうち賀茂郡西条町へ編入された区域以外を編入。
- 1958年（昭和33年）11月3日 - 豊田郡竹原町、忠海町が合併し市制施行。竹原市が発足。
- 2025年（令和7年）1月6日 - 市役所が竹原市中央五丁目6番28号に移転[1]。

### 災害
- 1994年8月11日 - たばこの火の不始末から大規模な山火事が発生。三原市側へも延焼して焼失面積は352haに達した。広島県における平成年間で2番目の規模[4]。
- 2018年7月5日 - 平成30年7月豪雨災害が発生。賀茂川が氾濫して道路が寸断されたほか、市内各地で浸水や土石流、がけ崩れなどが多数発生した。死者6人、住宅全壊35戸などの被害のほか、三原市やインターチェンジへの交通が遮断され、陸路によるアクセスは更に大きな被害を受けた呉市方面のみとなり、一時は陸の孤島状態になった[5][6]。

## 行政
- 市長 : 今榮敏彦（2018年1月14日就任、2期目）[7]
- 副市長：新谷昭夫（2022年4月1日 - 、2024年再任）[8]
- 教育長：高田英弘（平成30年4月1日 - 、2025年再任[9]）[10]

### 行政機関
竹原市市役所については旧たけはら合同ビルを改修して移転することになり、2024年（令和6年）12月1日に改修工事が完了して落成式が行われ、2025年（令和7年）1月6日に利用を開始した。2024年12月27日、市中央の市役所現庁舎での業務を終え閉庁式を行った。
- 竹原市役所（竹原市中央五丁目6番28号）[1]
  - 忠海出張所（忠海中町）

### 姉妹都市・提携都市

#### 国内
提携都市
- 余市郡余市町（北海道地方 北海道）

2023年（令和5年）10月26日に交流都市提携を締結。かつて竹原で製塩された塩が余市町に運ばれていたことや、余市町に蒸留所があるニッカウヰスキーの創業者・竹鶴政孝が竹原市の出身者であることなどをきっかけとして交流が深まった。

#### 過去の交流
- 「安芸の小京都｣と称されており、かつては全国京都会議に加盟していたが、その後脱退した[2]。

## 議会

### 市議会
- 定数：14人[15]
- 任期：2022年11月23日 - 2026年11月22日
- 議長：高重洋介[16]（2024年11月18日 - ）
- 副議長：山元経穂[16]（2022年11月 - ）※再選

### 衆議院
- 選挙区：広島5区（呉市、竹原市、三原市（旧本郷町域）、尾道市（旧瀬戸田町域）、東広島市（旧安芸津町域）、江田島市（旧江田島町域）、豊田郡）
- 任期：2021年10月31日 - 2025年10月30日
- 当日有権者数：242,034人
- 投票率：54.52％

| 当落 | 候補者名   | 年齢 | 所属党派   | 新旧別 | 得票数   | 重複 |
| ---- | ---------- | ---- | ---------- | ------ | -------- | ---- |
| 当   | 寺田稔     | 63   | 自由民主党 | 前     | 74,362票 | ○    |
|      | 野村功次郎 | 51   | 立憲民主党 | 新     | 41,788票 | ○    |

## 経済

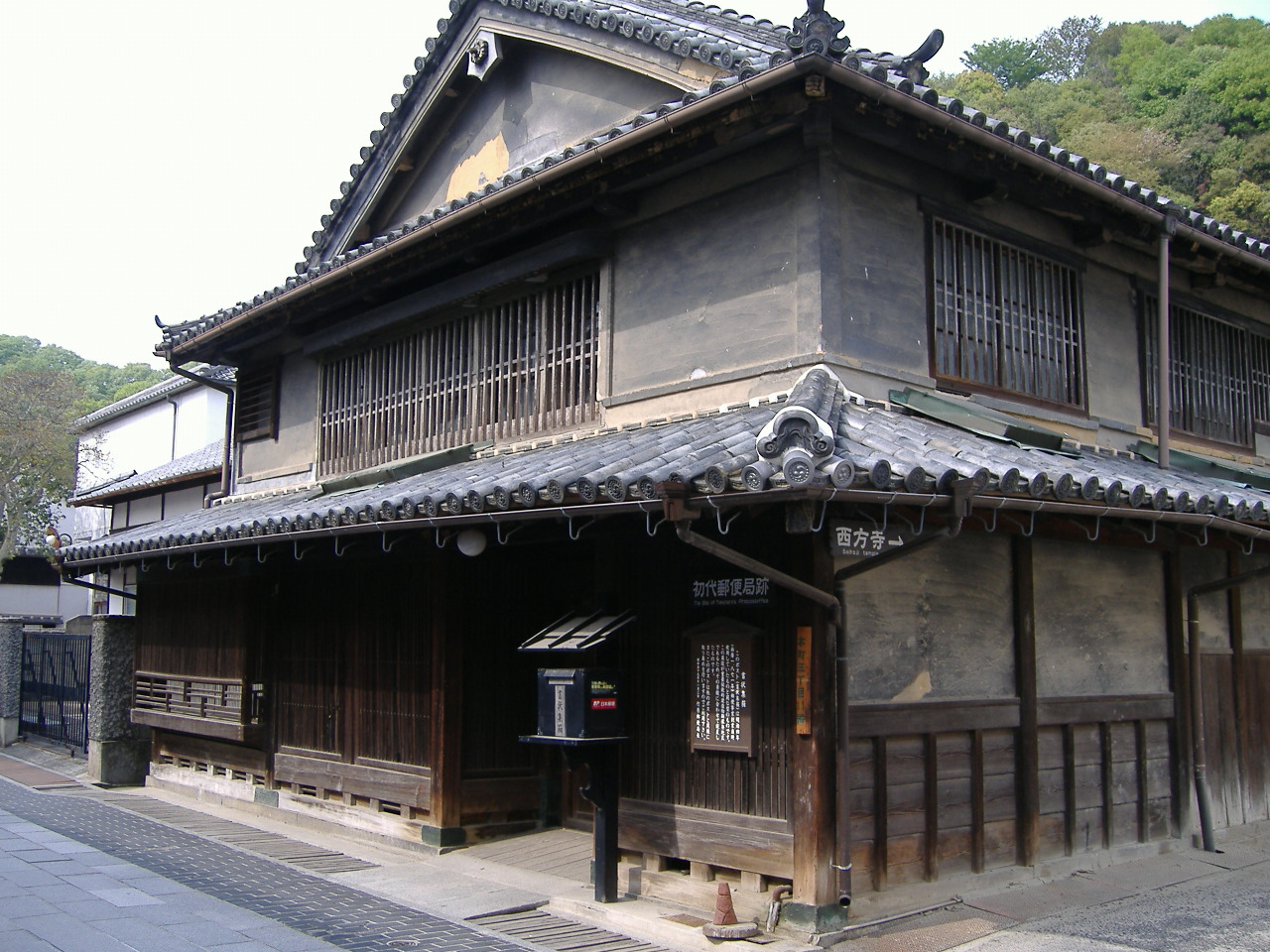
旧竹原郵便局

### 漁業
- 吉名漁港
- 長浜漁港

### 工業・エネルギー
- 非鉄金属（三井金属鉱業竹原精煉所）
- 造船
- 木材・建築材料（桐谷材木店）
- 竹原 工業・流通団地（広島県の工業団地で現在1社操業中。広島県、竹原市で企業誘致活動中。）
- 電力 (電源開発竹原火力発電所)

### 特産品
- タケノコ
- 葡萄

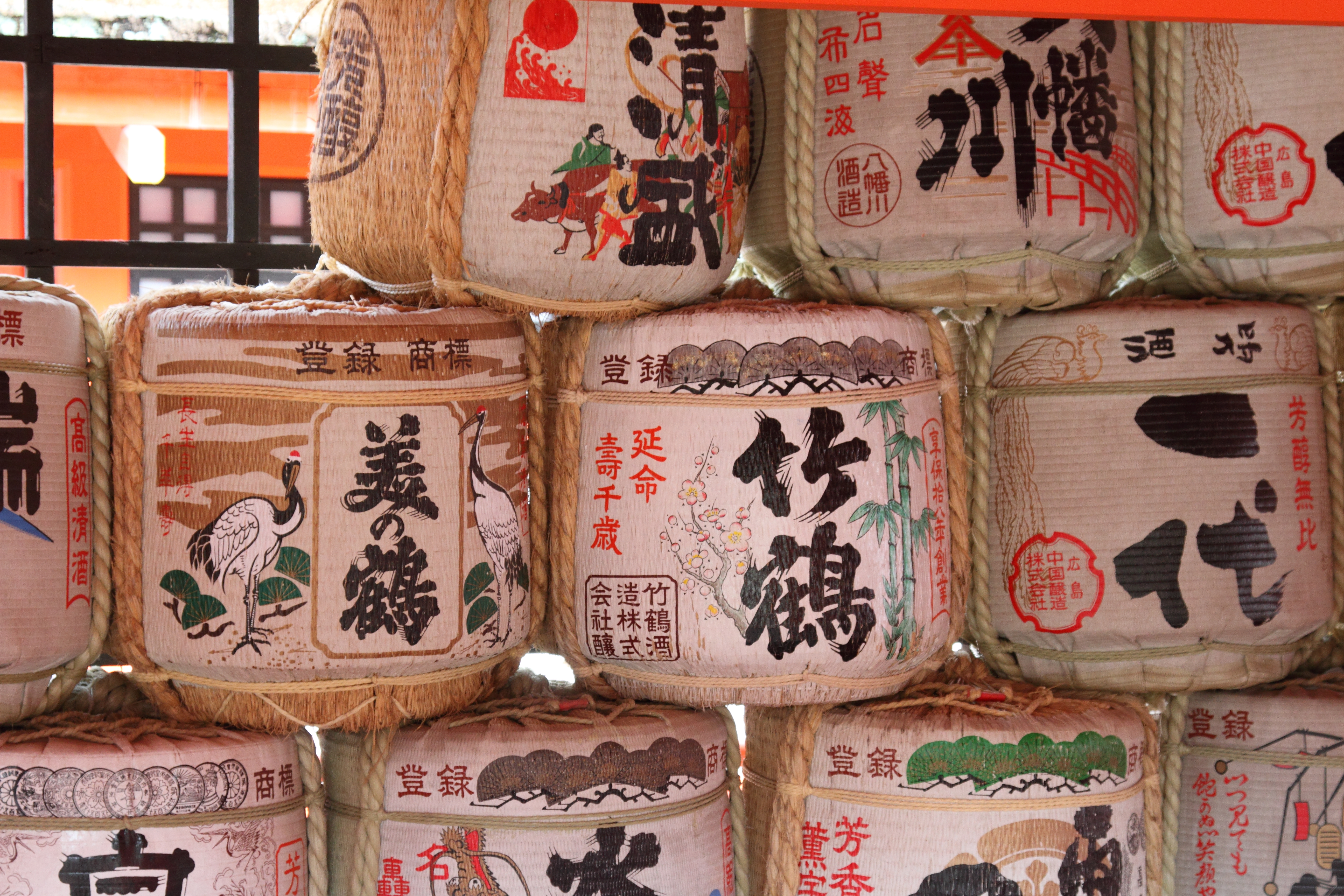
日本酒（藤井酒造・中尾醸造・竹鶴酒造）
- ジャム（アヲハタの本社工場がある）
- 竹産関連
- 煉瓦
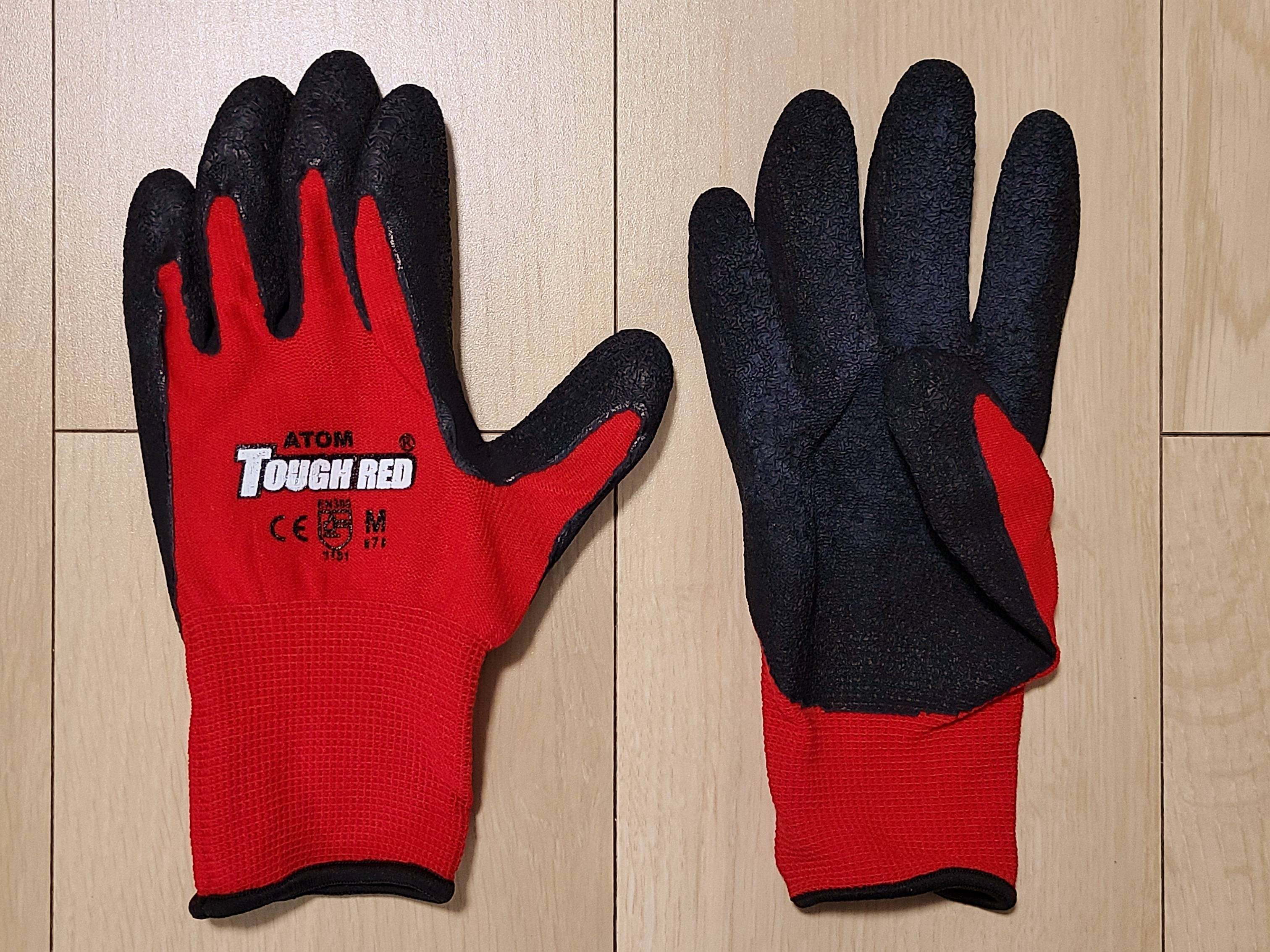
手袋（アトム）

- 清酒「竹鶴」（中央）
- アトムの作業用手袋

## 教育

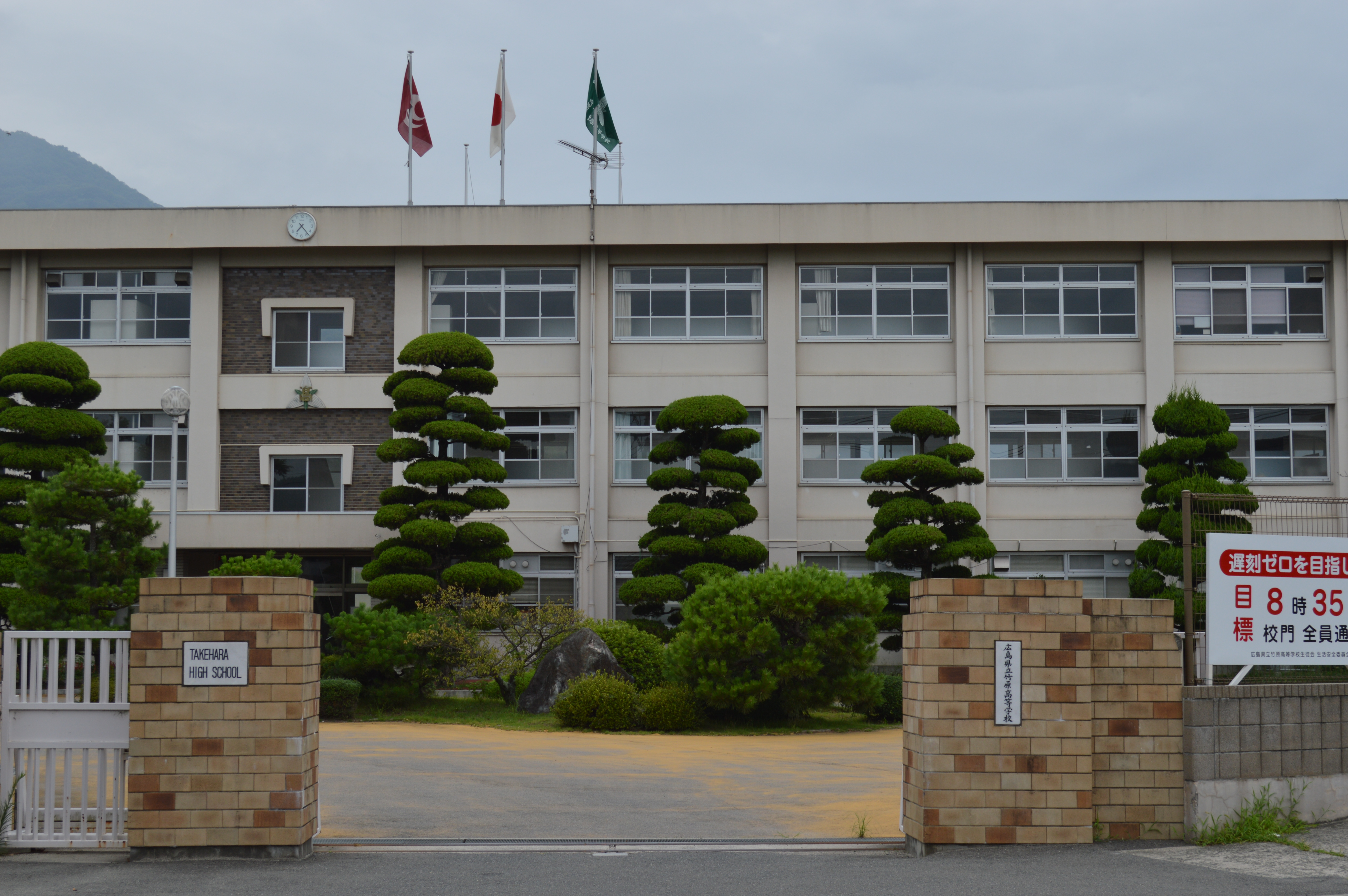
広島県立竹原高等学校

### 小学校
- 竹原市立大乗小学校
- 竹原市立荘野小学校 - 2005年4月、竹原市立田万里小学校を統合。
- 竹原市立竹原小学校
- 竹原市立竹原西小学校
- 竹原市立忠海小学校 - 2015年4月、竹原市立忠海西小学校と竹原市立忠海東小学校を統合して開校。
- 竹原市立中通小学校
- 竹原市立仁賀小学校
- 竹原市立東野小学校

### 中学校
- 竹原市立賀茂川中学校
- 竹原市立竹原中学校
- 竹原市立忠海中学校 - 忠海中学校と忠海小学校は併設型であり、2つをまとめて忠海学園とも呼ばれる。

### 義務教育学校
- 竹原市立吉名学園

### 高等学校
- 広島県立竹原高等学校
- 広島県立忠海高等学校

### 大学
- 広島大学生物生産学部付属水産実験場

## 交通

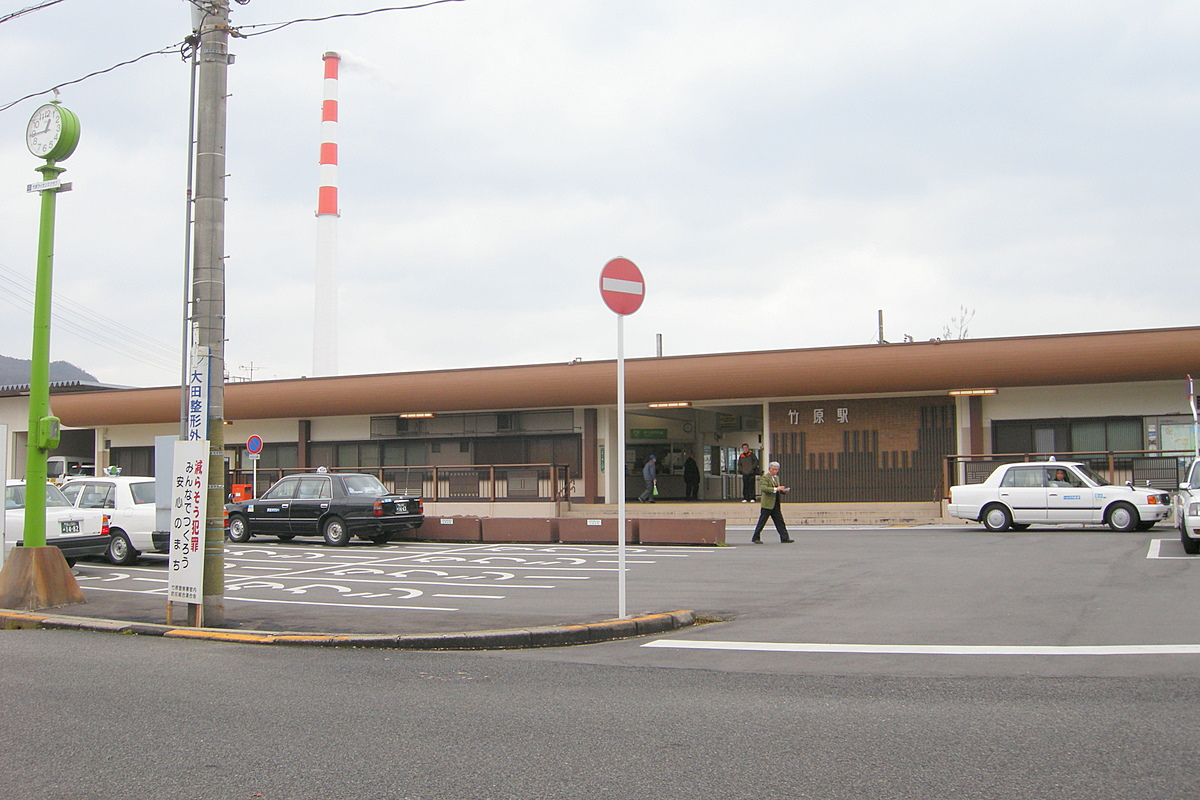
竹原駅

最寄りの空港である広島空港と竹原駅・竹原港との間に安全タクシーによるジャンボタクシーが運行されている。

### 鉄道
- 西日本旅客鉄道
  - 呉線 （三原駅方面） - 忠海駅 - 安芸長浜駅 - 大乗駅 - 竹原駅 - 吉名駅 - （広駅・広島駅方面）
  - その他、山陽新幹線が三原駅 - 東広島駅間で当市を通過しているが、殆どがトンネル区間である。
- 中心となる駅：竹原駅

### バス
- 高速バス
  - 芸陽バス：かぐや姫号 広島バスセンター - 広島駅 - 新庄 - 中通 - 竹原駅 - 竹原港（ - 忠海駅）
- 一般路線バス：芸陽バス[18]
  - 西条-竹原線 西条駅 - 東広島駅 - 新庄 - 中通 - 竹原駅
  - フェリー線 中通 - 竹原駅 - 竹原港（竹原フェリー）
  - 三原-竹原線 中通 - 竹原駅 - 竹原港 - 忠海駅 - 三原駅

### 道路
- 高速道路
  - 市の北部を山陽自動車道が通っているが、インターチェンジをはじめとした設備はない。最寄は河内IC。忠海地区は本郷IC。
- 一般国道
  - 国道2号
  - 国道185号
  - 国道375号（東広島呉自動車道） - 最寄は上三永IC
  - 国道432号
- 県道
  - 広島県道59号東広島本郷忠海線
  - 広島県道75号三原竹原線
  - 広島県道208号吉名停車場線
  - 広島県道209号大乗停車場線
  - 広島県道246号竹原港線
  - 広島県道330号上三永竹原線
  - 広島県道351号造賀田万里線
  - 広島県道369号南方竹原線
  - 広島県道464号竹原吉名線

### 港湾

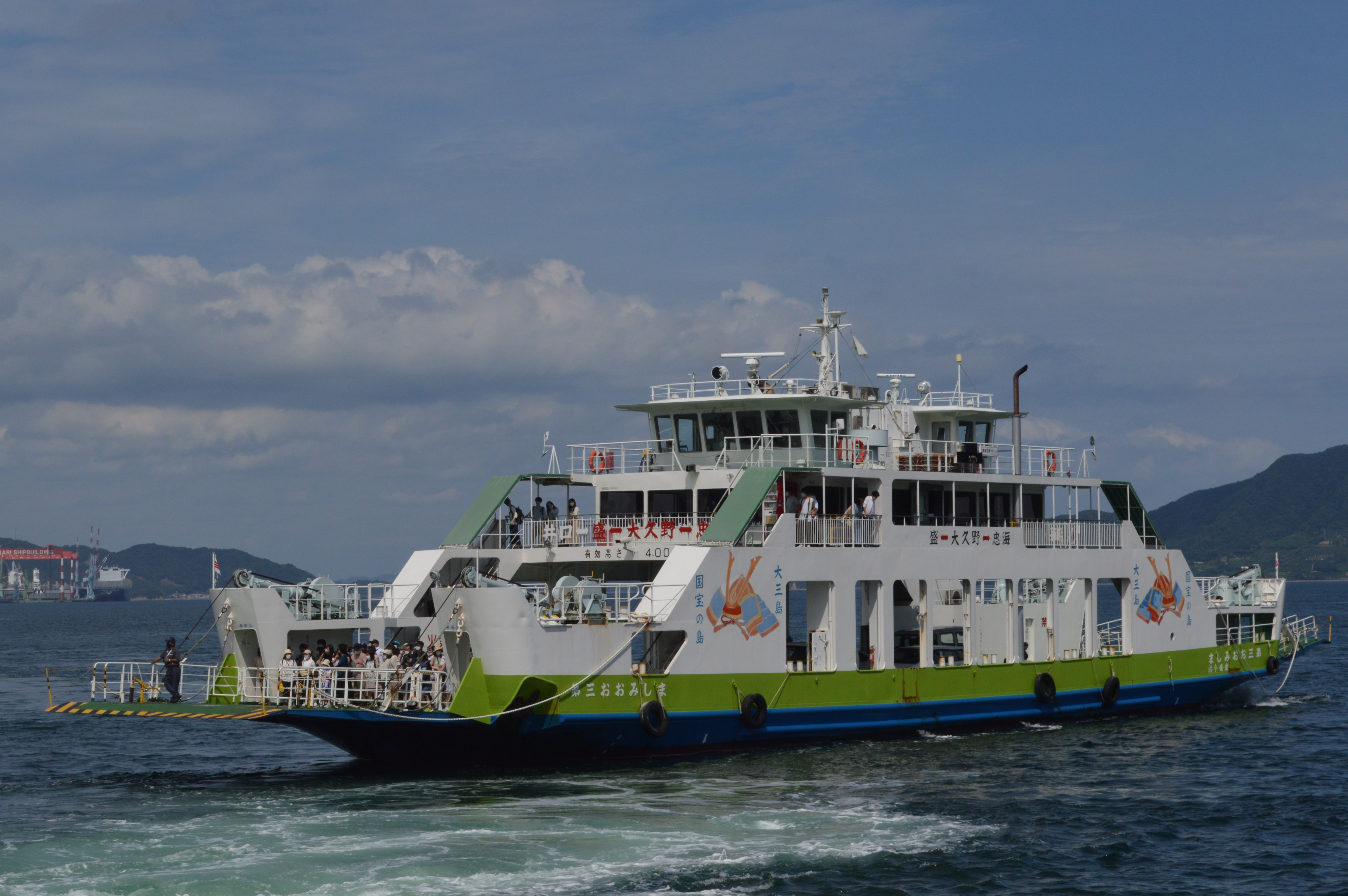
大三島フェリー

- 竹原港（内港・外港）
- 吉名港
- 忠海港

#### 航路
- 竹原港
  - しまなみ海運（竹原 - 大崎上島 - 大崎下島大長）
  - 山陽商船・大崎汽船（竹原 - 大崎上島）
  - 契島運輸（竹原・内港 - 契島）
  - 中・四国フェリー（竹原 - 波方）2009年4月30日に廃止[19]
- 忠海港
  - 大三島フェリー（忠海 - 大久野島 - 大三島）
  - 休暇村大久野島（忠海 - 大久野島）

## 名所・旧跡・観光スポット
- 旧日本陸軍造兵廠火工廠忠海製造所
- 木村城 - 県指定史跡。
- 東永谷製鉄遺跡 - 市指定史跡。
- 田万里鏡田古墳群 - 市指定史跡。
- 横大道古墳群 - 市指定史跡。
- 福田社倉 - 市指定史跡。
- 郷賢祠- 市指定史跡。

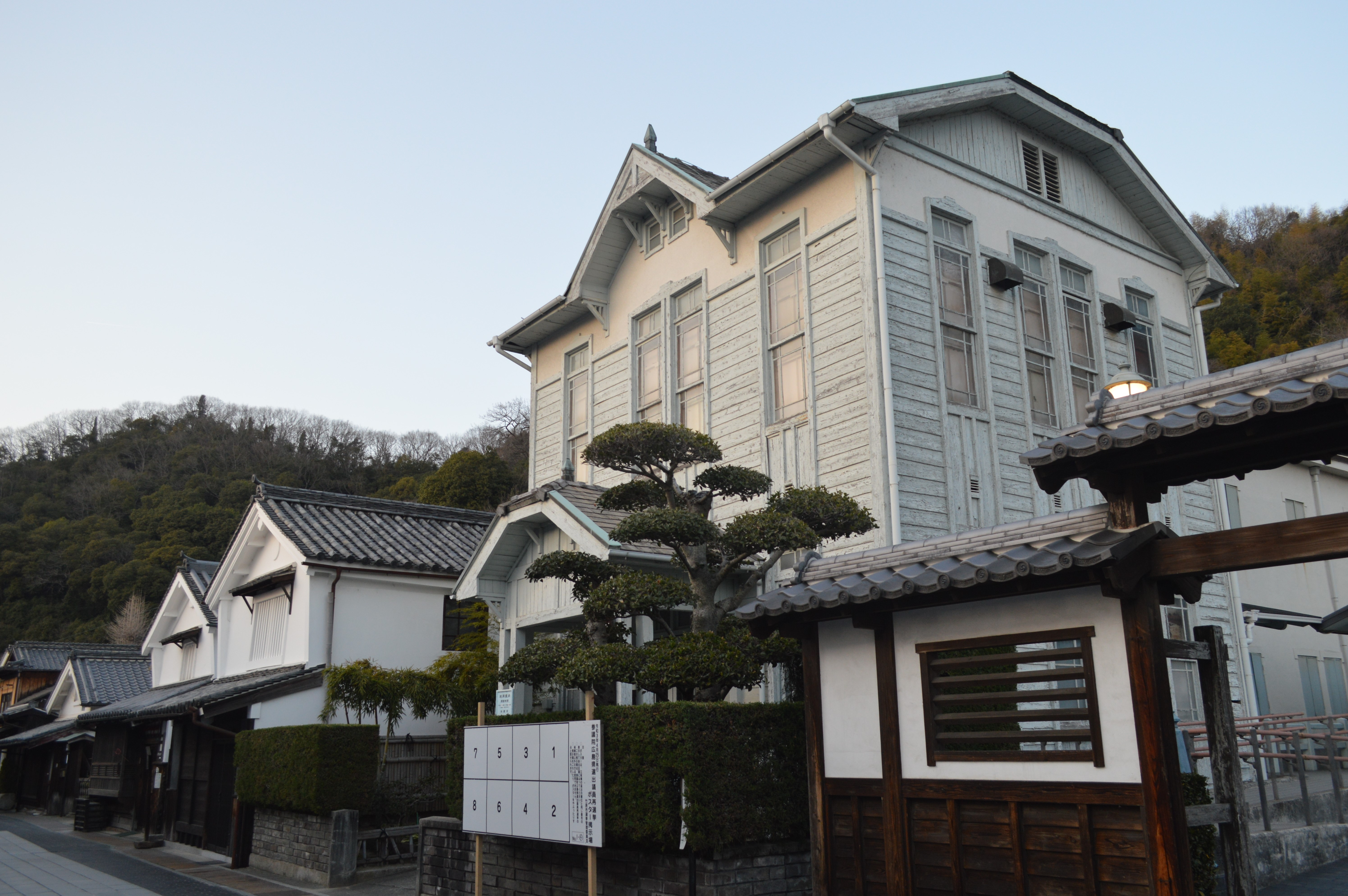
竹原市歴史民俗資料館

- たけはら町並み保存地区 - 重要伝統的建造物群保存地区。
- 竹原市歴史民俗資料館 - 旧市立竹原書院図書館。
- 竹鶴酒造 - 竹鶴政孝の生家。
- 木村城 - 小早川隆景が入城。
- かぐや姫美術館
- 今井政之陶芸会館
- たけはら美術館 - 池田勇人によって寄贈された美術品などがある。
- 道の駅たけはら
- 海の駅たけはら
- 大久野島
- 湯坂温泉郷賀茂川荘
- 黒滝山
- バンブージョイハイランド

## 祭事・催事
- 二窓の神明祭（2月）
- 宮床祭り（4月）
- 竹祭り（5月）
- 仁賀れんげ祭り（5月）

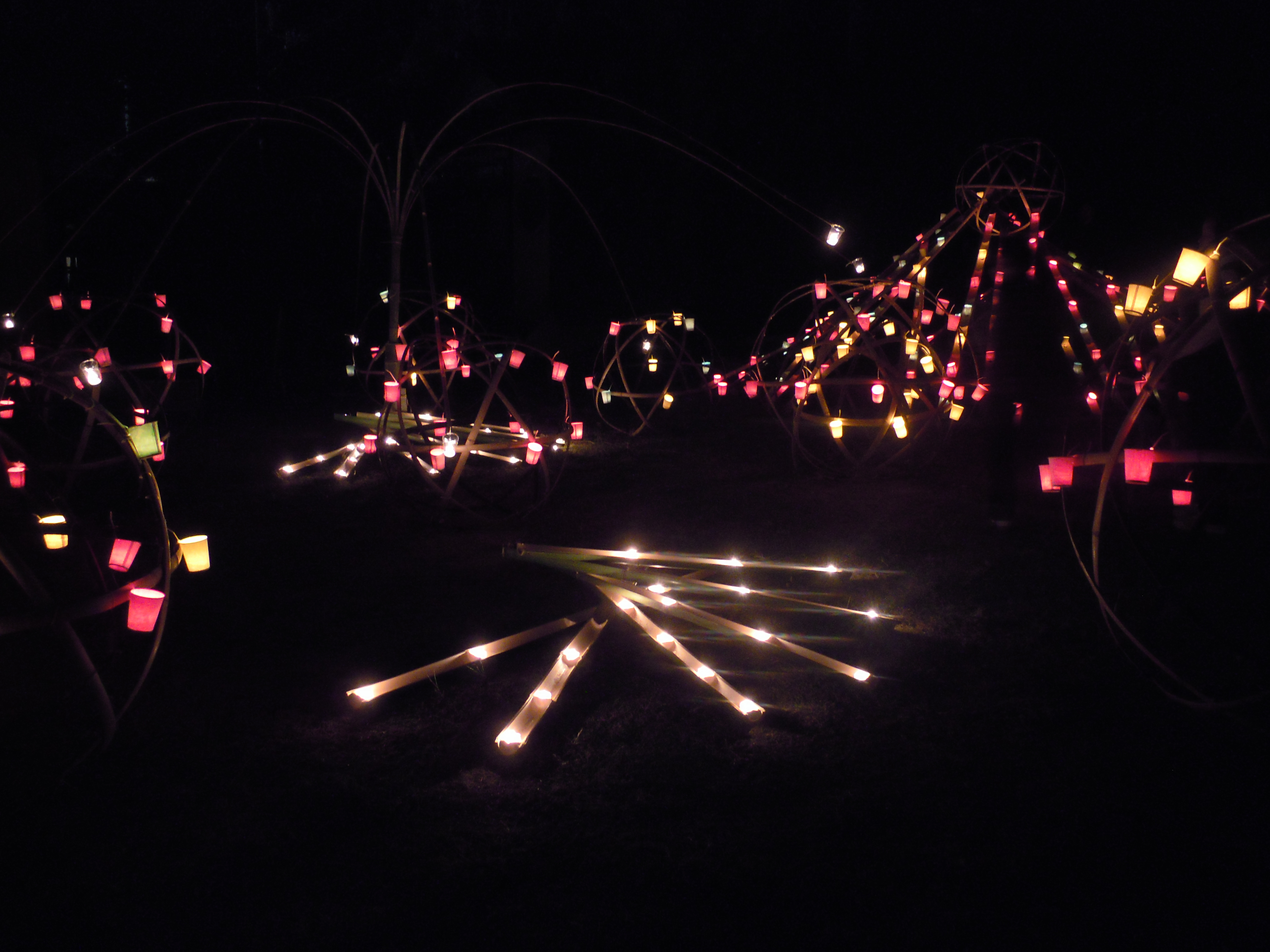
憧憬の路

- 忠海祇園祭（7月）県の無形文化財に指定されている
- たけはら夏まつり花火大会（8月）
- 磯宮八幡宮大祭（9月）
- 憧憬の路（10月または11月）
- 恵比寿講（11月）

## 竹原を舞台とした作品

### 漫画・アニメ
- 「たまゆら」（2010年 [OVA]）
  - 「たまゆら〜hitotose〜」（2011年 [TVアニメ]）
  - 「たまゆら〜もあぐれっしぶ〜」（2013年 [TVアニメ]）
  - 「たまゆら〜卒業写真〜」（2015-2016年 [OVA・劇場公開作品]）

### テレビドラマ
- NHK連続テレビ小説「マッサン」

### 映画
- 「時をかける少女 (1983年の映画)」
- テロルンとルンルン

## 竹原市ゆかりの有名人
- 池田勇人 - 政治家。内閣総理大臣。
- 池田行彦 - 政治家。外務大臣。池田勇人の娘婿。
- 中川俊思 - 政治家。衆議院議員。
- 佐渡斉 - 政治家。千葉県四街道市長。千葉県議会議員。
- 河相達夫 - 情報局総裁兼外務次官、終戦連絡中央事務局次長。
- 河野一之 - 大蔵事務次官、太陽神戸銀行会長。
- 伊藤修令 - 自動車開発技術者。
- 阪田恒四郎 - サカタインクス創業者。
- 竹鶴政孝 - ニッカウヰスキー創始者。
- 村上定 - 実業家、ジャーナリスト。
- 頼杏坪 - 儒学者、漢詩人。
- 頼春水 - 儒学者、漢詩人。
- 頼春風 - 儒学者、漢詩人、医師。
- 頼山陽 - 儒学者。父・頼春水は竹原出身であるが、山陽は大坂江戸堀に生まれ、広島杉ノ木小路で育つ。
- 白崎泰夫 - プロ野球選手。
- 長谷川繁雄 - プロ野球選手。
- 樋口賢 - プロ野球選手。
- 大内寛文 - ラグビー選手。長善寺住職。
- 今井政之 - 陶芸家。
- 大藤剛宏 - 医師。
- 唐島基智三 - 政治評論家、ジャーナリスト。
- 桐谷広人 - 将棋棋士、投資家。
- 中井正一 - 美学者、評論家。
- 油谷誠至 - 映画監督。
- 五十嵐広行 - ダンサー、プロデューサー。
- 土肥美緒 - 女優・エステティシャン。
- 浜田省吾 - シンガーソングライター。
- 平和勝次 - 芸人、演歌歌手。
- 六代目柳亭左楽 - 落語家。
- 伊藤みのり - 広島ホームテレビアナウンサー。
- 近藤志保 - 広島エフエム放送アナウンサー。
- 笹原綾乃 - フリーアナウンサー、広島エフエム放送アナウンサー。広島ホームテレビリポーター。
- 水野小次郎 - コロンビア移住者。日系コロンビア人の開拓者。
- 飯田知彦 - 鳥類学者、一般社団法人日本希少鳥類研究所 所長。